# مبادرات السلام الكردية التركية 1991–2004
كانت هناك مبادرات سلام كردية تركية عديدة منذ بدء الصراع مع حزب العمال الكردستاني عام 1978 بعضها ناجح والبعض الآخر لا. لكن النهج الحقيقي الأول للمسألة الكردية في تركيا جاء بعد أن قررت حكومة تورغوت أوزال إنهاء سياسة إنكار الأكراد والسماح بتحدث اللغة الكردية في عام 1991 ولاحقًا ببثها في نفس العام أيضًا.

## أول وقف أحادي الجانب لإطلاق النار من قبل حزب العمال الكردستاني 1993
في 17 مارس 1993، أعلن عبد الله أوجلان وقف إطلاق النار من جانب واحد من قبل حزب العمال الكردستاني في مؤتمر صحفي عقد مع جلال طالباني. وفي مؤتمر صحفي آخر عقد في 16 أبريل 1993 في بر الياس في لبنان، تم تمديد وقف إطلاق النار إلى أجل غير مسمى. شهد هذا الحدث حضور السياسيون الأكراد جمال طالباني وأحمد تورك من مؤسسة التعليم العالي وكمال بوركاي الذين أعلنوا دعمهم لوقف إطلاق النار. وصل وقف إطلاق النار إلى نهايته بعد وفاة رئيس الوزراء تورغوت أوزال، الذي كان يتبع حكومة أكثر سلمية تجاه الأكراد مثل الحكومات السابقة، بعد يومين في 17 أبريل 1993 وأيضًا بعد أن شنت القوات التركية هجومًا في 19 مايو 1993 قتل فيه 13 من أعضاء حزب العمال الكردستاني.

## وقف إطلاق النار أحادي الجانب الثاني من قبل حزب العمال الكردستاني 1995–1996
في ديسمبر 1995، أعلن حزب العمال الكردستاني وقف إطلاق نار ثان من جانب واحد، قبل الانتخابات العامة في 24 ديسمبر 1995، ويعتقد أنه منح الحكومة التركية الجديدة وقتًا للتعبير عن نهج أكثر سلمية للصراع بين حزب العمال الكردستاني وتركيا. أطلق المجتمع المدني والسياسي عدة مبادرات سلام في الأشهر الثمانية التي أيد فيها حزب العمال الكردستاني وقف إطلاق النار.

## وقف إطلاق النار من جانب واحد من جانب حزب العمال الكردستاني 1998–2004
في 1 سبتمبر 1998، أعلن حزب العمال الكردستاني وقفًا آخر لإطلاق النار من جانب واحد، والذي تم الإعلان عنه بغرض إيجاد حل سياسي للصراع. بعد إعلان وقف إطلاق النار، هددت تركيا سوريا بمواجهة عسكرية إذا واصلت دعمها لحزب العمال الكردستاني. وبعد ذلك تم طرد أوجلان من سوريا وغادر إلى أوروبا في 9 أكتوبر 1998. ثم تم الاتفاق على اتفاقية أضنة التي تحظر على سوريا دعم حزب العمال الكردستاني. في أوروبا، حاول أوجلان التواصل مع العديد من الدول بحثًا عن مساعدتها في مفاوضات السلام المحتملة، لكن كل المحاولات باءت بالفشل وتم إلقاء القبض عليه من قبل القوات الخاصة التركية في 15 فبراير 1999 بنيروبي في كينيا ونقله إلى تركيا، حيث جدد اقتراحه لمفاوضات السلام. في عام 1999 أعلن حزب العمال الكردستاني أنه سيغادر قواعده في تركيا، وسيتبع محاولة أوجلان لإنهاء الصراع المسلح. في عام 2004، انتهى وقف إطلاق النار الذي بدأ في عام 1998 وبدأ القتال مرة أخرى.

## مبادرات السلام من قبل المجتمع المدني والسياسي
نظمت جمعية مواطني هلسنكي مؤتمرا في يناير 1995 في إسطنبول، حيث نوقش الصراع التركي الكردي على نطاق واسع. شجعت نتائج المؤتمر الجمعية على تنظيم حملة على مستوى الولاية من أجل السلام في العديد من المدن من أجل تسهيل حل النزاع. وفي فبراير 1996، تم تنظيم مؤتمر بعنوان «المشكلة الكردية والحل الديمقراطي» من قبل المعهد الكردي في اسطنبول. ناشد مؤتمر ثان بعنوان «التجمع من أجل السلام» الحكومة التركية للعمل بشكل تعاوني لوقف إطلاق النار الذي أعلنه حزب العمال الكردستاني في ديسمبر 1995. دعت منظمة حقوق الإنسان التركية إلى المشاركة في حملة تسمى قطار موسى عنتر للسلام، وهو قطار بدأ في 26 أغسطس في بروكسل وبعد توقف في عدة مدن في جميع أنحاء البلاد دخل ديار بكر في 1 سبتمبر  حيث رحب به 20 ألف شخص. تم إطلاق مبادرة أخرى في أكتوبر 1996 من قبل حزب حزب الحرية والتضامن اليساري. هناك حملة تسمى مليون توقيع من أجل السلام (بالتركية: Baris için 1 milyon imza)‏ تم البدء فيها وتسليم توقيعاتها في النهاية إلى البرلمان التركي في مايو 1997.